# Ambaixada romana (Gentius, 168 aC)
El Llegat romà va enviar una ambaixada romana a Il·líria l'any 168 aC.
Les ambaixades estaven formades per un grup d'ambaixadors i tenien per missió portar missatges del Senat a estats estrangers. El seu nomenament era considerat un gran honor i només es concedia a homes il·lustres.
El senat romà va enviar dos ambaixadors romans el 168 aC a la cort del rei Gentius d'Il·líria per veure d'aturar la guerra entre els dos països:
- Marc Perpenna
- Luci Petil·li

El rei d'Il·líria va empresonar els dos homes, que no van ser alliberats fins que Gentius no va ser vençut aquell mateix any.